# 冷夢梅
冷夢梅（英語：Michelle Leng，1991年1月29日—2016年4月21日），中国四川省成都市人，生前於澳洲悉尼科技大學留學。2016年4月，冷夢梅在澳洲失踪，數日後遺體被發現在新南威爾士州曼莫拉湖國家公園沿岸。調查過程中，其姨丈Derek Barrett被認定為主要嫌疑人，並於2017年被判處46年有期徒刑，其中前34年6個月不得假釋。冷夢梅案引發中澳兩地媒體與社會的廣泛關注，並促使各界更加關注留學生在海外的安全議題。

## 案件過程

### 早期偷拍行為與性偏差行為
2014年9月，德瑞克·巴瑞特將手機放置於家中的共用浴室內，鏡頭對準淋浴區域。成年繼女陳小姐（Peitung Chan）隨後進入浴室，脫衣準備淋浴。她在浴室內完成洗澡、擦乾身體並更衣的過程，全程被巴瑞特的手機錄製，錄影持續了14分56秒。
2015年9月12日早上接近7點，巴瑞特再次以滿足個人性需求為目的，進入陳小姐的臥室，拍攝她在床上熟睡的畫面。在錄影過程中，巴瑞特站在她的床邊並進行自我猥褻。錄影持續1分59秒，在影片結尾部分，巴瑞特似乎將精液從手指上彈向繼女的衣物。
2016年1月15日，巴瑞特再次設置手機，以便秘密拍攝姪女冷孟梅。當時，巴瑞特假裝使用共用浴室的馬桶，將手機放置於能夠錄影的位置。不久後，冷孟梅進入浴室，脫衣、洗澡、擦乾身體並更衣。該錄影持續了超過33分鐘，完整記錄了她在浴室內的整個過程。1月27日清晨，巴瑞特進入冷孟梅的臥室，拍攝她熟睡中的畫面。錄影中，他將鏡頭對準冷孟梅的臀部和內衣，並顯示出自己的勃起狀態。影片長度為48秒，在錄影結尾時可見巴瑞特射精的畫面。2月13日，巴瑞特再次在昏暗的房間中拍攝熟睡的冷孟梅。錄影裝置的鏡頭上下移動，掃描她的身體，同時在畫面前景中可見巴瑞特進行自我猥褻。數分鐘後，他進行了第二次錄影，再次記錄了他的自我猥褻行為，並將熟睡中的受害者一併拍入畫面。

### 計畫與監控受害人的行蹤
2016年4月1日至4月24日期間，巴瑞特的妻子因工作在伍倫貢不在家中。期間，巴瑞特、繼女陳小姐以及姪女冷孟梅留在坎普西的公寓內。
4月21日，冷孟梅與友人在悉尼的魚市場共進午餐，隨後搭乘火車返家。下午4時32分，她的Opal卡顯示她於坎普西火車站出站，並於4時42分被CCTV拍到進入公寓大樓。當晚，她與朋友通過電話，並於午夜發送了一則簡訊，這是她最後一次與巴瑞特以外的他人聯繫。

### 拘禁與羞辱
在4月22日午夜過後至早上8點37分之間的某個時段，巴瑞特將冷孟梅拘禁，並用厚重的膠帶綁住她的手，封住她的嘴。從提交的證據照片中，可以看到她赤裸並被綑綁的樣子。13張照片中唯一一張顯露其臉部的照片中，她的表情看似驚恐。其他照片則聚焦於她的胸部或生殖器部位，其中一些特寫顯示她的雙腿被強迫分開，顯得非常屈辱。這些照片顯示，當時冷孟梅身上尚無明顯的身體傷痕。

### 謀殺過程與遺體處理
2016年4月22日早上8點39分之後，至4月24日凌晨3點19分期間，德瑞克·巴瑞特在坎普西公寓內殺害了冷孟梅，手段是多次刺傷致死。
驗屍報告顯示冷孟梅遭受了猛烈攻擊，並在攻擊中奮力抵抗以求生存。其身上共有31處傷口，其中包括刺傷及割傷，這些傷口均由刀器所造成。此外，她還有多處鈍器傷痕。致命傷為其喉嚨處的一道深達40毫米的刀傷，幾乎完全切斷了喉頭。左手有9處傷口，右手和手腕有2處傷口，顯示出她的防衛行為，其他19處傷口分布於頭部、頸部和軀幹。
雖然喉嚨處的刀傷是致命的，但其他傷口所造成的失血也可能對死亡有一定影響。肺部組織的檢查顯示，冷孟梅在喉嚨受傷後仍存活了一段時間。此外，多處鈍器傷痕被認為是巴瑞特處理屍體時造成的。無法確定冷孟梅確切的遇害時間，只能推測在4月22日上午至4月24日上午之間。巴瑞特試圖掩蓋犯罪痕跡，並處理相關證據。

### 掩蓋罪行的清潔與異常行為
4月22日下午4點14分，陳小姐回到公寓，並在家中停留數小時，於晚間7點29分再次外出。期間，巴瑞特大部分時間都待在浴室中，並讓浴室的水持續流動。當陳小姐敲門要求借用洗髮精時，巴瑞特只稍微打開門將洗髮精遞出，並稱浴室有異味，建議她使用另一間浴室。陳小姐並未察覺任何異常氣味，也未見到冷孟梅。當晚7點51分，巴瑞特撥打電話給父親，表現如常。
4月22日及23日晚上，巴瑞特並未離開公寓，僅於4月23日凌晨4點46分、5點17分，以及下午2點30分左右的幾分鐘內，數次使用建築內的電梯前往地下室處理垃圾。這些垃圾處理的行為可能與他試圖清理現場有關。
4月24日當天下午，巴瑞特的妻子返家，發現公寓異常乾淨。先前裝滿的清潔劑瓶子幾乎空了，且冷孟梅的床單已被清洗，這並非日常習慣。此外，家中的幾條浴巾、一卷黑色膠帶，以及一個大型行李箱也不見了。

### 棄屍與警方發現
4月23日晚上6點21分，巴瑞特與母親通話40分鐘，並安排開車到母親位於Gwandalan的住處取回300美元，這筆款項是巴瑞特的妻子約一個月前交給他的父母的。
當晚7點41分，陳小姐回到家，並在家中待到8點30分再次外出。她回家期間並未見到表姊，只看到巴瑞特在客廳使用電腦。該晚，巴瑞特獨自在家，與冷孟梅或其屍體共度了一夜。
隔天凌晨，巴瑞特向妻子發送短信，詢問應在何時去接她下班。凌晨3點19分，巴瑞特使用建築工人的電梯到達停車場，並於3點34分駕車離開。此時，冷孟梅已被謀殺，巴瑞特將她的屍體放置在汽車後車廂，準備將其棄屍。
凌晨3點37分，巴瑞特在Campsie的一家加油站停車購買飲料，行為並無異常。清晨7點27分，一輛符合巴瑞特所駕駛車輛特徵的汽車，從太平洋公路入口駛入位於海岸邊的Munmorah州立保護區。三分鐘後，巴瑞特的手機連接到距離該區約15公里的Mannering Park電信塔。
到達該地後，巴瑞特攜帶冷孟梅的遺體，已包裹黑色塑膠袋，步行至Snapper Point Blowhole的崖邊。他越過安全欄杆，將冷孟梅遺體拋下懸崖，落入約20至30公尺下的水中。
9點19分，巴瑞特的手機拍攝了7張Blowhole懸崖及水域的照片。此時，有兩名行人目擊巴瑞特在拍照，他簡短地對他們說：「我不建議你們下去。」隨後，他與一名早先注意到其車輛的公園管理員簡短交談後迅速駕車離開。
上午10點30分，另一名在崖頂的行人發現水中有一具浮屍面朝下。警方接獲通報後趕到現場，並由救援隊回收了冷孟梅的遺體。
在離開Snapper Point後，巴瑞特前往父母的住處，從母親處取回300美元，僅停留約10分鐘。在共同認定的事實中，無任何跡象顯示巴瑞特的行為異常。隨後，巴瑞特駕車返回雪梨，於晚上約10點接妻子於Hurstville火車站。

### 謀殺後的掩飾行動
巴瑞特回家後，妻子張女士（Ms Cheung）詢問姪女冷孟梅的下落，並提到她已多次撥打冷孟梅的電話但無法聯繫上。巴瑞特聲稱自己也不知情。
隨後，他協助妻子及繼女陳小姐一起搜查冷孟梅的臥室，並查看她的社交媒體帳號、私人訊息及電腦，以尋找任何可能的線索。在4月24日深夜，巴瑞特在妻子面前試圖撥打冷孟梅的手機。
4月25日晚，巴瑞特和妻子前往Campsie警局報告冷孟梅失蹤。他向警方表示，冷孟梅自4月21日午夜後便未再出現，但聲稱曾在4月22日上午10點與她通話。然而，巴瑞特的手機通話記錄中並無此通話紀錄。後來，巴瑞特和張女士也向中國大使館報告了冷孟梅的失蹤情況。
此外，巴瑞特曾告訴妻子，冷孟梅一直在與一位來自伍倫貢的男子交往，並暗示該男子可能謀害了冷孟梅並將屍體棄置在伍倫貢。

## 調查

### 初步調查與DNA比對
2016年4月26日，警方調查Snapper Point附近發現的女性遺體時，注意到該遺體與失蹤報案中的冷孟梅特徵相符，因此前往巴瑞特的住所，要求他與張女士提供DNA樣本，以進行身份比對。警方在與張女士和陳小姐交談時，發現巴瑞特多次插話，讓警方認為他試圖影響她們的回應。巴瑞特對警方表示，冷孟梅最近開始透過網路進行交友活動，並認識了一位男子。
隨後，警方檢查了巴瑞特的車輛，發現車身覆蓋著泥土和灰塵。由於通往Snapper Point的路段為土路，警方推測這層泥土可能是在該地區留下的痕跡。

### 巴瑞特的書面陳述與4月21日的回憶
稍晚，巴瑞特向警方提交了一份書面陳述，詳細描述了他與冷孟梅的互動。他表示冷孟梅最近經常參加派對、出入夜店，並開始飲酒，也會透過交友應用程式認識陌生人。巴瑞特說明，他最後一次見到冷孟梅是在4月21日晚上，當時他們獨自在家。他回憶當晚的情況，表示他們可能一起吃了沙拉並觀看了電影《Two Guns》。他還詳細描述了冷孟梅當晚穿著的睡衣，並指出她有用橡膠門擋堵住房門的習慣，以確保隱私。
巴瑞特接著陳述，4月22日中午他醒來後，冷孟梅已不在家，他假設她外出並未在意，自己也待在家中未出門。當晚，他發送了一則訊息給冷孟梅，詢問她是否會回家共進晚餐，因為他「有點擔心」。巴瑞特還提到當天與父母通話，並表示自己已有數週未前往中央海岸。4月23日，巴瑞特稱他在家中觀看電視度過了一晚，深夜才入睡。4月24日，他外出買了外帶食物，並前往Hurstville警局接了下班的妻子。返家後，他們查看了冷孟梅的房間，試圖找到任何可能的線索。

### 巴瑞特的後續行為與警方進一步訊問
在接下來的幾天裡，巴瑞特稱他多次撥打冷孟梅的手機，並使用WeChat及臉書聯絡冷孟梅的朋友，希望了解她的行蹤。他提到，冷孟梅的朋友透露她最近與一位伍倫貢的男子及一位德國人交往，並補充說她似乎頻繁使用交友軟體認識異性。
4月26日，巴瑞特和張女士前往雪梨警局，表示因朋友告知在中央海岸發現一具亞裔女性遺體，且該遺體的身高及外貌特徵與冷孟梅相符，因此他們前去警局確認該遺體是否可能為冷孟梅。
當天陳述的最後，巴瑞特表示他已經向警方提供了自己所知的所有訊息，並強調他無法想像任何人會傷害冷孟梅。
4月29日，DNA比對結果確認了遺體確為冷孟梅。警方要求巴瑞特前往警局，他同意並接受了正式訊問。在得知警方懷疑冷孟梅已遭謀害時，巴瑞特回應，表示他早在幾天前就已懷疑冷孟梅可能遭遇不測。
在最初的訊問過程中，巴瑞特堅持先前所述的版本，僅補充4月25日晚間與兩位朋友共進晚餐的細節。然而，隨著警方的進一步詢問，巴瑞特開始補充了更多關於4月21日至4月26日間的活動細節，並提到自己在4月19日曾與一名女性朋友見面，並一同前往市區的賭場。巴瑞特回憶說，他與冷孟梅4月21日共度的時間相當愉快，並認為這是他們最後的美好時光。
當警方進一步詢問他4月24日凌晨的行蹤時，巴瑞特表示當時曾與一位女性朋友見面，但在被追問具體地點時，他無法明確說明，只簡單描述了可能的路徑。他稍後請求見拘留經理，並要求見律師及家人，警方遂中止問話。

### 警方的證據展示與重要證據的發現
在取得法律諮詢後，巴瑞特被正式逮捕，並參與法醫程序。警方告知巴瑞特，4月24日清晨他的手機訊號曾連接到中央海岸的電話塔，且其母親及其他親屬證實他當天上午曾造訪母親的住所。然而，巴瑞特依然否認最近曾到過該地區。
警方展示了一張監控錄影中的照片，顯示一輛類似巴瑞特車輛的汽車進入了Munmorah州立保護區。巴瑞特表示，照片過於模糊，並堅稱他並未去過該區域。當警方再次詢問當天上午7點駕駛者的身份時，巴瑞特表示不清楚，並聲稱對那段時間毫無記憶。他隨後進一步表示，自己當時應該還在睡覺。
在訊問過程中，巴瑞特否認對冷孟梅有任何性吸引，也否認謀殺她，並稱自己不認識Snapper Point，更未曾在那裡棄置冷孟梅的遺體。當警方詢問他是否有任何想對冷孟梅家人說的話時，他僅簡短表示對家屬的損失感到抱歉。
警方進一步調查後，從巴瑞特的手機中恢復了被刪除的照片和影片，這些資料成為後續指控的重要證據。

## 判決

### 2016年
5月4日，澳洲新南威爾士州寶活地方法院（Burwood Local Court）首次開庭。冷夢梅的母親張梅（Mei Zhang）及其他親屬來到庭審現場，以支持案件審理過程。庭外，冷夢梅家族的發言人Peter Chen對媒體表示，部分關於案件的報導與事實不符，並呼籲公眾避免傳播不實資訊。在庭審中，Barrett並未親自出席，僅由律師代表出庭。Barrett的律師表示，Barrett不承認警方的指控，並預計將在日後提出保釋申請。
6月29日，案件在寶活地方法院進行了第二次庭審。根據庭上披露的新增證據，Barrett被追加27項罪名，包括非法拘禁、未經同意猥褻他人以及拍攝他人私密部位。法院對此進行了詳細的審查，並在11月14日安排精神醫師對Barrett進行精神健康評估，以判定他是否符合精神異常的標準。然而，法院未採納精神疾病辯護，確定案件可以進入審理程序。

### 2017年
8月16日，Barrett首次通過視頻認罪，承認其所面對的28項控罪中的5項，包括謀殺冷夢梅、非法拘禁及對16歲以上人士進行不雅行為。此後，Barrett的案件進入最終量刑階段。10月6日，新南威爾士州高等法院開庭，Barrett通過視訊連線參與庭審，全程未有任何情緒表現。法官針對案件性質強調了盡快結案的必要性。
12月15日，新南威爾士州高等法院對Barrett作出最終判決，判處其46年有期徒刑，其中34年6個月不得假釋。法庭考量到案中影像證據和警方提交的證詞，認定Barrett在案件中表現出高度的殘酷性與預謀性。判決強調，Barrett的行為嚴重違反人性，對受害者及其家屬造成了極大的心理創傷。

### 2019年
11月，一位老年婦人在悉尼Strathfield的家中無意中發現了一個耐用防水的USB記憶裝置。她的女兒在探望時發現母親正拿著這個裝置，並將其插入電腦查看，結果發現其中包含冷夢梅遇害前遭性侵的影片與照片。婦人對這個USB的來源毫無頭緒，且與德里克·巴雷特（Derek Barrett）並無聯繫，家距巴雷特曾居住的Campsie約六公里。USB內的九段影片和十三張照片記錄了冷夢梅在2016年4月22日被殺害前遭受的性暴力。這些影像最終成為新證據，警方比對後發現這些照片曾被巴雷特從手機上刪除，試圖掩蓋犯罪事實。

### 2021年
基於此新發現，法院在2021年對巴雷特追加了兩年刑期，延長了他的非假釋期。法官認為，若在2017年的判決中已掌握這些證據，巴雷特將可能被判終身監禁。這一發現對案件審判產生了關鍵影響，揭露了更多案件細節。巴雷特預計2052年才有資格申請假釋。

## 外部連結
- 新南威爾斯州最高法院定讞判決 （页面存档备份，存于）
- 新南威爾斯州最高法院追加刑期的判決